# Золотая гора (Челябинск)
«Золотая гора» — мемориальный комплекс на западной окраине города Челябинска, северной окраине посёлка Шершни, возведено на месте массовых захоронений людей в шахтных выработках на одноимённой возвышенности.
Фактически, по состоянию на 2018 год, местность находится в окружении жилой застройки 33, 34 (напротив домов №№ 75 и 77 по улице 250-летия Челябинска), 35, 39, 42 микрорайонов Центрального района Челябинска.

## Этимология
Название комплекса дано по названию места где были обнаружены захоронения. Изначально возвышенность называлась «Лысая гора», названием «Золотая гора» начала называться после того как начали добывать золото, обнаруженное в 1843 году старателями из Вятки, шахтным способом. На Золотой горе добычей занимался Мариинский прииск. Шахты были закрыты в 1935 году. Имели глубину до 50 метров.

## История
В 1980-х годах по плану застройки новых микрорайонов города в районе Золотой горы должны были быть построены жилые дома (32-й микрорайон).
О существовании захоронений широкой общественности стало известно после публикации в 1989 году в региональной газете «Челябинский рабочий» статьи бывшего старателя Ю. Герасимова, который сообщал, что им ещё в 1946 году были обнаружены тела в шахтах. Об этом факте сообщали и другие старатели.
После публикации, весной 1989 года члены общества «Мемориал» добились решения о проведении раскопок, для чего при горисполкоме была создана специальная комиссия. При предварительном исследовании 11 шахт (на площади около 15 гектаров) методом бурения во всех них были обнаружены биологические останки. При вскрытии одной из шахт под метровым слоем грунта, было обнаружено более 100 тел. Всего в течение лета 1989 года были извлечены останки 350 человек, экспертиза установила, что все они погибли в период 1936—1939 годов. Тела были перезахоронены в братскую могилу 9 сентября 1989 года. Перед захоронением состоялся траурный митинг, на котором присутствовали в том числе А. Д. Сахаров с супругой Е. Г. Боннэр, Г. В. Старовойтова, Г. Т. Береговой.
В 1990 году раскопки были продолжены и эксгумированы останки около 1000 человек, точное количество определено не было, останки были перезахоронены во вторую братскую могилу. В дальнейшем раскопки были прекращены, остальные шахты не вскрывались. Местность расположения шахты из которой были эксгумированы останки находится в районе застроенной позднее части улицы Академика Королёва (33, 34 микрорайоны).
По данным НКВД, на Южном Урале по политическим мотивам были репрессированы 37 041 человек, 11 592 из них расстреляны. Имена тех, чьи останки были обнаружены на Золотой горе, установить не удалось. Предположительно, в Золотой горе покоятся тела свыше 12 тысяч человек. Вторая стадия массовых захоронений репрессированных пришлась на годы Великой Отечественной войны. Достоверной статистики по этому периоду нет. Западные СМИ, в том числе «Таймс» говорили о 80 тысячах репрессированных. По некоторым оценкам, в 11 шахтах Золотой горы погребены слоями более 30 тысяч южноуральцев.
В 1992 году Золотая гора обрела статус выявленного памятника истории областного значения. На ней был установлен временный монумент. В последующие годы властями захоронения практический не контролировалось и пришло в запустение, состояние поддерживалось лишь энтузиастами и родственниками репрессированных. Возле мемориала проводятся митинги в День памяти жертв политических репрессий в СССР.
Несколько камней с Золотой горы были использованы при возведении «Стены скорби» в Москве в 2017 году.
В 2017 году власти Челябинска провели публичные слушания по проекту планировки территории на северо-западе города, в которую входит Золотая гора. По плану, через неё должны пройти две магистрали к новому выставочно-конгрессному центру. После бурной реакции местных жителей и историков глава города Евгений Тефтелев, с подачи губернатора области, согласился с требованием провести государственную историко-культурную экспертизу Золотой горы. К концу 2017 года для проведения историко-культурной экспертизы выявленного объекта культурного наследия — мемориального комплекса «Золотая гора» из областного бюджета было выделено 3 миллиона рублей.
По состоянию на сентябрь 2018 года мемориальный комплекс числится в «Перечне выявленных объектов культурного наследия, включенных в Перечень выявленных объектов культурного наследия Челябинской области, представляющих историческую, художественную или иную культурную ценность, расположенных на территории Челябинского городского округа».